# Rugantino (commedia musicale)
Rugantino è una commedia musicale realizzata da Pietro Garinei e Sandro Giovannini (come appare nei crediti dello spettacolo: «scritta da Garinei e Giovannini, Pasquale Festa Campanile, Massimo Franciosa, collaborazione artistica di Luigi Magni») e musiche di Armando Trovajoli, basata sull'omonima maschera tradizionale romana, rappresentata per la prima volta al Teatro Sistina di Roma il 15 dicembre 1962, con scene e costumi di Giulio Coltellacci e coreografie di Dania Krupska, sostituita per la seconda edizione (1979) da Gino Landi, autore della versione coreografica tuttora rappresentata. 
Il successo della commedia in Italia spinse l'impresario teatrale statunitense Alexander Cohen a far rappresentare la commedia anche in America: dopo alcune serate a Toronto, fu rappresentata a Broadway nel febbraio del 1964, al Teatro Mark Hellinger, dove per tre settimane si registrò il tutto esaurito.
Il maestro Armando Trovajoli curò anche l'orchestrazione - insieme a Zeno Vukelich - mentre l'orchestra nella prima edizione fu diretta da Bruno Nicolai (disco 33 giri CAM Cms. 30-051).

## Trama
Nella Roma papalina del XIX secolo, Rugantino, giovane spaccone, arrogante e avverso a qualsivoglia lavoro, vive di espedienti aiutato dalla fida Eusebia, che lui spaccia per sua sorella.
I due ottengono vitto e alloggio raggirando il frescone di turno: dapprima un anziano marchese il quale, deceduto, non riserva loro alcun lascito; quindi Mastro Titta, il celebre boia dello Stato Pontificio, autentico personaggio storico. Mastro Titta è anche proprietario di una locanda che gestisce insieme al figlio, soprannominato Bojetto, dopo l'abbandono da parte della moglie, che non approvava il suo mestiere; egli si prende cura di Rugantino e di Eusebia, ma finisce per innamorarsi di questa, un amore presto ricambiato. 
Entra in scena la bella Rosetta, moglie del violento e gelosissimo Gnecco Er Matriciano, croce e delizia di tutti i giovani romani compreso Rugantino, il quale scommette con alcuni amici di sedurla prima della Sera dei Lanternoni. Il giovane, nonostante umilianti peripezie, riesce nell'intento, ma finisce con l'innamorarsi della ragazza, così da non far menzione dell'impresa, per rispetto, ai suoi compagni; un contegno che presto viene meno a causa del suo carattere spaccone, ferendo così i sentimenti di lei.
Durante il Carnevale, Gnecco viene assassinato da un criminale mentre Rugantino è altrove, in compagnia di una nobile. Il protagonista si fa trovare casualmente accanto al cadavere e quindi, onde riscattarsi, si autoaccusa dell'omicidio, il cui movente sarebbe l'amore per Rosetta.
Imprigionato e condannato a morte, con Rosetta che si dichiara perdutamente innamorata, sale sul patibolo sostenendo la propria colpevolezza e dimostrando così, nell'affrontare la morte, di essere un vero uomo.
La vicenda si conclude con Mastro Titta che giustizia un Rugantino finalmente rispettato e ammirato da tutti.

## Edizioni in Italia

### Prima edizione
La prima edizione del Rugantino risale al 15 dicembre 1962.
Il cast della prima edizione era formato da:
- Rugantino: Nino Manfredi (in seguito sostituito da Toni Ucci);
- Mastro Titta: Aldo Fabrizi;
- Rosetta: Lea Massari (in seguito sostituita da Ornella Vanoni);
- Eusebia: Bice Valori (in seguito sostituita da Gloria Christian);
- Gnecco: Fausto Tozzi;
- Don Niccolò Paritelli: Toni Ucci;
- Donna Marta Paritelli: Marisa Belli;
- Bojetto: Carlo Delle Piane;
- Il cavalier Thorwaldsen: Roberto Paoletti;
- il Serenante: Lando Fiorini;
- il Burinello: Luciano Bonanni;
- Scariotto: Goffredo Spinedi;
- Rubastracci: Pino Pennese;
- Strappalenzuola: Toni Ventura;
- Bellachioma: Fernando Martino;
- Il Brigadiere: Willy Colombini;
- L'Innamorato: Marcello Serralonga;
- Assuntina: Augusta Desée;
- Il Cardinal Severini: Antonio Acqua;
- La vecchia dei gatti: Silla Silvani;
- Don Fulgenzio: Giorgio Fabretti.

Orchestrazione: Armando Trovajoli e Zeno Vukelich
Direzione d'orchestra: Bruno Nicolai

### Seconda edizione
La seconda edizione del Rugantino risale al 18 dicembre 1978.
Cast:
- Rugantino: Enrico Montesano;
- Rosetta: Alida Chelli;
- Mastro Titta: Aldo Fabrizi;
- Eusebia: Bice Valori;
- Gnecco: Glauco Onorato;
- Don Niccolò Paritelli: Cesare Gelli;
- Donna Marta Paritelli: Olimpia Di Nardo;
- Bojetto: Alvaro Vitali;
- Il cavalier Thorwaldsen: Remo Remotti;
- Il Serenante: Aldo Donati;
- il Burinello: Luciano Bonanni;
- Scariotto: Marcello Stramacci;
- Rubastracci: Paolo di Bella;
- Strappalenzuola: Giorgio De Bortoli;
- Gurgumella: Pino di Bella;
- Il Brigadiere: Lorenzo Spadoni;
- L'Innamorato: Sergio Japino;
- Il Cardinal Severini: Armando Silverini;
- La vecchia dei gatti: Silla Silvani;
- Don Fulgenzio: Luciano Bonanni.

Direzione d'orchestra: Elvio Monti.

### Terza edizione
La terza edizione del Rugantino risale al 22 dicembre 1998.
Cast:
- Rugantino: Valerio Mastandrea;
- Mastro Titta: Maurizio Mattioli;
- Rosetta: Sabrina Ferilli;
- Eusebia: Simona Marchini;
- Gnecco: Massimiliano Pazzaglia;
- Don Niccolò Paritelli: Cesare Gelli;
- Bojetto: Gianluca Ramazzotti;
- Il Cardinal Severini: Armando Silverini;
- Don Fulgenzio: Sergio Zecca;
- Scariotto: Roberto Ricciuti;
- Cantastorie: Fabrizio Russotto;
- Brigadiere-Don Leopoldo: Enzo Storico.

### Quarta edizione
La quarta edizione del Rugantino risale al 15 maggio 2001.
Cast:
- Rugantino: Michele La Ginestra;
- Mastro Titta: Maurizio Mattioli;
- Rosetta: Sabrina Ferilli;
- Eusebia: Simona Marchini;
- Gnecco: Massimiliano Pazzaglia;
- Don Niccolò Paritelli: Cesare Gelli;
- Bojetto: Gianluca Ramazzotti;
- Il Cardinal Severini: Armando Silverini;
- Don Fulgenzio: Sergio Zecca;
- Brigadiere-Don Leopoldo: Enzo Storico.

### Quinta edizione
La quinta edizione è del 2004.
Cast:
- Rugantino: Michele La Ginestra;
- Mastro Titta: Maurizio Mattioli;
- Rosetta: Fiorella Ceccacci Rubino;
- Eusebia: Edy Angelillo;
- Gnecco: Massimiliano Pazzaglia;
- Principe Paritelli: Cesare Gelli;
- Cardinal Severini: Armando Silverini;
- Brigadiere-Principe Paritelli: Enzo Storico;
- Donna Marta Paritelli: Silvia Delfino.

Progetto Audio e Fonico: Maurizio Capitini - Ettore Tosoni

### Sesta edizione
La sesta edizione è del 2010, con la regia di Enrico Brignano
Cast:
- Rugantino: Enrico Brignano;
- Mastro Titta: Maurizio Mattioli;
- Rosetta: Emy Bergamo;
- Eusebia: Paola Tiziana Cruciani;
- Don Niccolò Paritelli: Michele Gammino;
- Donna Marta Paritelli: Gabriella Bove;
- Cardinal Severini / Cav. Thordvaldsen / Conte Bellarmino: Mario Scaletta;
- Gnecco: Stefano Ambrogi;
- Bojetto: Andrea Pirolli;
- Banditore / Gentiluomo Armando Silverini;
- Serenante: Andrea Perrozzi;

Scene e costumi originali di Giulio Coltellacci
Direttore d'orchestra: Federico Capranica

### Settima edizione
La settima edizione è del 2013, con la regia originale di Garinei e Giovannini, messa in scena da Enrico Brignano come nel 2010.
- Rugantino: Enrico Brignano;
- Mastro Titta: Vincenzo Failla;
- Rosetta: Serena Rossi;
- Eusebia: Paola Tiziana Cruciani;
- Don Niccolò Paritelli: Michele Gammino;
- Donna Marta Paritelli: Valentina Spalletta;
- Cardinal Severini / Cav. Thordvaldsen / Conte Bellarmino: Mario Scaletta;
- Gnecco: Simone Mori;
- Il Burinello: Michele Marra;
- Bojetto: Andrea Pirolli;
- Banditore / Gentiluomo: Armando Silverini;
- Serenante: Andrea Perrozzi;
- Don Fulgenzio: Alessandro Cavalieri;
- Scariotto: Gianluca Bessi;
- Strappalenzola: Marco Rea;
- Rubastracci: Christian Scionte;
- La Signora dei Gatti: Silvana Bosi;
- Pruvio: Alessio Moneta;
- Il Brigadiere: Lucio Dal Maso;
- L'innamorato: Federico Maria Isaia;
- Vegliante/Venditore di lanternoni: Daniele Graziani;
- Donna Letizia: Chiara Barbagallo;
- Barbiere: Pasquale Bertucci;
- Assassino: Pietro D'Elia.

Scene e costumi originali di Giulio Coltellacci
Direttore d'orchestra: Maurizio Abeni

### Ottava edizione
L'ottava edizione è del 2018, con la regia originale di Garinei e Giovannini, messa in scena, dal 20 dicembre 2018, da Massimo Romeo Piparo.
- Rugantino: Enrico Montesano;
- Rosetta: Serena Autieri;
- Mastro Titta: Antonello Fassari;
- Eusebia: Edy Angelillo;
- Don Niccolò Paritelli: Giulio Farnese;
- Donna Marta Paritelli: Brunella Platania;
- Gnecco: Marco Rea;
- Cav. Thordvaldsen: Roberto Attias;
- Bojetto: Alessandro Lanzillotti;
- Cardinal Severini: Tonino Tosto;
- Don Fulgenzio: Gerry Gherardi;
- La gattara: Monica Guazzini;
- Scariotto: Marco Valerio Montesano;
- Serenante: Matteo Montalto;
- Rubastracci: Sandro Billotta;
- Calascione Matteo Di Napoli;
- Gendarmi: Giuseppe Carvutto, Francesco Miniaci.
- Ensamble: Sebastiano Lo Casto, Valentina Bagnetti, Alfonso Capalbo, Marta Ciangola, Mattia Di Napoli, Laura Contardi, Kevin Peci, Silvia Pedicino, Rocco Stifani, Rossana Vassallo, Emmanuele Rescigno, Anna Gargiulo, Sandro Bilotta, Raffaella Spina, Raffaele Cava, Claudia Calesini
- Direttore di scena: Alessandro Prisca
- Capo Macchinista: Bruno Di Venanzio
- Macchinisti: Mauro Neglia, Amoni Vacca, Luca Izzo
- Attrezzista: Francesca Di Chiera
- Disegno Luci: Umile Vainieri
- Datore Luci: Alessandro Cavicchiolo
- Elettricisti: Giovanni Salvati, Valerio Vecchioni
- Suono: Alfonso Barbiero
- Microfonista: Claudio Ruggiero
- Capo Sarta: Katia Viva
- Sarte: Isaura Bruni, Chiara Adorno
- Trucco e Acconciature: Silvia Brandoni

### Nona edizione
La nona edizione è del 2020, con la regia originale di Garinei e Giovannini, messa in scena, dal 12 marzo 2020, da Massimo Romeo Piparo. N.B. Causa Covid-19 lo spettacolo, nell'edizione qui citata del 2020, non è mai andato in scena. Prevista una edizione (basata su questa produzione ma con alcuni interpreti differenti) a partire dal 10 marzo 2022.
- Rugantino: Michele La Ginestra;
- Rosetta: Serena Autieri;
- Mastro Titta: Massimo Wertmüller;
- Eusebia: Edy Angelillo;
- Don Niccolò Paritelli: Giulio Farnese;
- Donna Marta Paritelli: Gloria Rossi;
- Gnecco: Marco Rea;
- Cav. Thordvaldsen: Roberto Attias;
- Bojetto: Alessandro Lanzillotti;
- Cardinal Severini: Tonino Tosto;
- Don Fulgenzio: Gerry Gherardi;
- La gattara: Monica Guazzini;
- Scariotto: Marco Valerio Montesano;
- Serenante: Matteo Montalto;
- Rubastracci: Sandro Billotta;
- Calascione: Matteo Di Napoli;
- Gendarmi: Alessandro Lo Piccolo, Francesco Miniaci.
- Ensamble: Sebastiano Lo Casto, Valentina Bagnetti, Luca Paradiso, Silvia Pedicino, Rossana Vassallo, Fabrizia Scaccia , Nicolò Castagna, Sandro Bilotta, Raffaele Cava.
- Direttore di scena: Bruno Di Venanzio
- Macchinisti: Ludovico Riario Sforza, Mauro Neglia, Pierino Botto
- Attrezzista: Chiara Sileno
- Disegno Luci: Daniele Ceprani
- Datore Luci: Daniele Ceprani
- Elettricisti: Giovanni Salvati, Andrea Cungi
- Suono: Stefano Gorini
- Microfonista: Manuela Alabastro
- Capo Sarta: Katia Viva
- Sarte: Chiara Adorno

## Canzoni
- Tirollallero
- La Morra
- La berlina
- È bello avè 'na donna dentro casa
- Ballata di Rugantino
- Ommini, bisommini e cazzabbubboli
- Saltarello
- Sempre boia è
- Ciumachella de Trestevere
- Roma nun fa' la stupida stasera
- Tira a campà
- 'Na botta e via
- Carnevale
- È l'omo mio
- Stornelli e finale

Dalla seconda edizione, Ommini, bisommini e cazzabbubboli fu sostituita da Anvedi sì che Paciocca

## La critica
- Renzo Tian sul Messaggero di Roma del 16 dicembre 1962: "Lo spettacolo è la risultanza di un eccezionale dispiegamento di intelligenza, gusto, velocità e dinamismo scenico...  È doveroso iniziare le citazioni da Nino Manfredi. Senza di lui, senza il suo ritorno al palcoscenico, dopo la lunga assenza, Rugantino non sarebbe quello che è sulla scena: un personaggio inesauribile per comunicativa, estro, forza comica... Altro ritorno quello di Lea Massari e quello trionfale di Aldo Fabrizi..."